# Casbia eccentritis
Casbia eccentritis là một loài bướm đêm trong họ Geometridae.